# On the Road (film 2012)
On the Road è un film del 2012 diretto da Walter Salles, tratto dal romanzo Sulla strada (On the Road) di Jack Kerouac.
Protagonisti del film sono Garrett Hedlund e Sam Riley, che interpretano rispettivamente Dean Moriarty e Sal Paradise.
La storia si basa sugli anni che Kerouac trascorse viaggiando attraverso gli Stati Uniti con il suo amico Neal Cassady e altri personaggi che sarebbero diventate figure di spicco della Beat Generation, tra cui William S. Burroughs e Allen Ginsberg.

## Trama
Un viaggio nell'America del dopoguerra al ritmo della musica jazz, alla continua ricerca di un nuovo stile di vita, puro e folle. Dean Moriarty e Sal Paradise, fraterni amici, intraprendono un lunghissimo viaggio per gli Stati Uniti da est a ovest. Senza soldi, senza meta, percorrono le strade vivendo di quello che trovano, incontrando le più stravaganti e folli persone. Tra amori, amicizie e rancori questa esperienza stupisce ed emoziona, facendo riscoprire la bellezza della semplicità e della spensieratezza: solo vita selvaggia e pura.

## Promozione
Dopo il trailer presentato in occasione del passaggio al Festival di Cannes, un nuovo trailer del film è stato diffuso online il 6 agosto 2012.

## Distribuzione
Il film è stato presentato in concorso al Festival di Cannes 2012. Nelle sale italiane è uscito l'11 ottobre.

## Curiosità
- Nell'edizione italiana del film il personaggio di Sal Paradise è d'origini franco-canadesi (chiaro riferimento alle origini familiari dello stesso Jack Kerouac), mentre nel libro (e dunque nell'edizione originale del film) Sal è italoamericano.